# Армик
Армик (полное имя Армик Ташчи; англ. Armik Dashchi; Табриз, Иран) — американский гитарист армянского происхождения, играющий в стиле «Новое фламенко», сочетающее в себе джаз, фламенко и латиноамериканские ритмы.

## Биография
Родился в Табриз, в детстве со своей семьей переехал в Тегеран и жил на улице Горган (ныне Намави). Его мать была главой больницы Парс.
В возрасте 7 лет Армик втайне продал свои наручные часы и купил гитару. Родители несколько недель не подозревали о страсти мальчика, пока однажды не обнаружили его играющим в подвале семейного дома. Армик быстро учился, подбирая музыку на слух, уже в то время он играл весьма умело.
Будучи подростком, он ходил в ночные клубы и играл на гитаре. Армик начал играть в иранских поп-песнях в 1950-х годах и сотрудничал с самыми известными иранскими певцами, включая Гугуоша, Дариуша Эгбали и Аби, а также такими композиторами, как Варуджан и Хасан Шайзаде.
Позже последовали уроки музыки. В том числе два года интенсивного обучения. В 12 лет Армик стал профессиональным музыкантом и начал записываться на студиях. В юном возрасте он уже был способен исполнять сложные музыкальные партии. Семидесятые годы Армик провёл в основном играя джаз.
В 1970-е годы он часто ездил в Испанию, где выступал вместе с разными гитаристами и осваивал их опыт и манеру игры. Здесь Армику открылась вся прелесть фламенко, и он стал одним из наиболее страстных почитателей и пропагандистов этого направления. В одном из своих недавних выступлений музыкант признался, что почти всецело принадлежал джазу, пока не услышал в Мадриде игру гитариста фламенко Пако де Лусии. Армик немедленно купил гитару для фламенко и полностью отдался новому для себя направлению:
«Когда я первый раз коснулся гитары для фламенко и услышал звук, то осознал, что могу говорить через свой инструмент».
В 1980 году после Исламской революции Армик с тяжёлым сердцем был вынужден покинуть Иран, так как ни его армянско-христианское происхождение, ни его вольная музыка не вписывались в реалии наступившего времени, связанного с жёстким мусульманским режимом.
В 1981 году Армик переехал в Лос-Анджелес, чтобы продолжить своё новое направление, играя с другими музыкантами вживую и в студии.

## Сольная карьера
В 1994 году Армик выпустил свой первый сольный альбом «Rain Dancer» («Танцующий под дождём»). Несколько недель альбом пробыл в чарте Billboard’s Top New Age Albums, достигнув девятой позиции. Многие из записей попали на радио, играющие эксклюзивную инструментальную музыку. Это появление помогло создать фанатскую базу, которая стала расширяться по всему миру с каждым следующим альбомом.
Второй альбом «Gypsy Flame» был выпущен в 1995 году и также снискал положительные отзывы. Хорошие продажи альбома снова поставили Армика в чарт «Billboard». Альбом достиг золотого статуса в Австралии, где Армик стал особенно популярным. Каждая композиция альбома является оригинальной. Альбом отразил широту возможностей Армика, сочетающих джаз, испанские баллады и латиноамериканские ритмы.
Отличительной особенностью альбомов Армика является запись каждой композиции в один заход. В отличие от многих других музыкантов, Армик не занимается чрезмерной полировкой записей. Как он пояснил веб-сайту Australia’s ABC Newcastle:
«Вы теряете эмоции и ощущения, когда работаете так, а эмоции очень важны для меня и моей музыки».
Он также осторожен в подборе подходящих гитар для каждой части. Все его гитары «приезжают» из Испании, и многие из них ручной работы от уважаемого гитарного мастера Лутье Педро Мальдонадо и сделаны специально для Армика.
В 1996 году Армик выпустил свой третий альбом «Rubia», названный в честь гитары от Мальдонадо, на которой и исполнены композиции альбома. Оценив по достоинству инструмент и мастера, Армик соответственно написал две композиции «Rubia» и «Maldonado».
Альбом «Malaga» 1997 года включил много экспериментальных подходов. Хотя он, в отличие от предыдущих альбомов, провалился в Billboard charts, Армик был удовлетворен результатами, так как, несмотря на расширение звука, сохранил узнаваемый стиль. Армик пояснил на веб-сайте:
«Когда люди слышат мою музыку, они говорят: это Армик, потому что звук и ритм отличается [от звука и ритма других музыкантов]. Это так, как мне нравится».
Два последующих альбома «Isla del Sol» 1999 года и «Rosas del Amor» 2001 года вернулись в чарты.
В конце 2002 Армик представил альбом «Lost in Paradise». Его популярность среди взрослой аудитории остаётся сильной. В Австралии ретейлеры знают, что Армик привлекает немолодых слушателей своими непринуждёнными композициями. Они используют его альбомы, чтобы привлечь людей в свои магазины.
Своими композициями Армик продолжает волновать аудиторию по всему миру. Во время выступлений Армик задействует аккомпанирующий ансамбль. Уникальный стиль Армика вносит в «nuevo flamenco» новое содержание, представляя традиционное испанское фламенко для новых страстных слушателей.

## Дискография
- Rain Dancer (1994)
- Gypsy Flame (1995)
- Rubia (1996)
- Malaga (1997)
- Isla del Sol (1999)
- Rosas del Amor (2001)
- Lost in Paradise (2002)
- The Best of Armik (2003)
- Amor de Guitarra (2003)
- Piano Nights (2004)
- Romantic Dreams (2004)
- Treasures (2004)
- Mar de Suenos (2005)
- Cafe Romantico (2005)
- Desires: The Romantic Collection (2006)
- Mi Pasion (2006)
- Christmas Wishes (2006)
- Guitarrista (2007)
- A Day in Brazil (2007)
- Barcelona (2008)
- Serenata (2009)
- Besos (2010)
- Casa De Amor (2012)
- Reflections (2012)
- Alegra (2013)
- Flames of Love (2013)
- Mystify (2014)
- Romantic Spanish Guitar Vol.1 (2014)
- La Vida (2015)
- Romantic Spanish Guitar Vol.2 (2015)
- Romantic Spanish Guitar Vol.3 (2016)
- SOLO GUITAR COLLECTION (2016)
- Enamor (2017)
- Pacifica (2018)
- Alchemy (2019)
- Esta Guitarra (2020) (пять песен)
- Spanish Lover (2021) (EP: пять песен)
- Illuminate (2022) (EP: пять песен)
- Guitar Seduction (2023) (EP: пять песен)
- Gitano Amor (2025)

## Интересные факты
- В отличие от большинства гитаристов фламенко, Армик играет не только пальцами, но и медиатором.